# ديريك كروذرز
ديريك كروذرز هو سياسي بريطاني، ولد في 24 يونيو 1942. في الانتخابات البرلمانية في أيرلندا الشمالية 1973 ‏، انتخب عضو برلمان أيرلندا الشمالية 1973-1974 ‏ وقد انضم خلال فترته النيابية ‏ للكتلة البرلمانية حزب التحالف لأيرلندا الشمالية ‏.